# Martín Torrijos
Pour les articles homonymes, voir Torrijos.
Martín Erasto Torrijos Espino, né le 18 juillet 1963 à Chitré, est un homme d'État panaméen. Il est président de la république du Panama de 2004 à 2009.

## Biographie
Martín Torrijos est le fils d'Omar Torrijos, chef du gouvernement de la république du Panama entre 1968 et 1981.
Le 2 mai 2004, Martín Torrijos est élu président en remportant 47 % des voix et battant ses trois rivaux. Il est d'orientation démocrate-chrétienne.